# Ramanella
Ramanella és un gènere de granotes que es troba a l'Índia i Sri Lanka.

## Taxonomia
- Ramanella anamalaiensis
- Ramanella minor
- Ramanella montana
- Ramanella mormorata
- Ramanella nagaoi
- Ramanella obscura
- Ramanella palmata
- Ramanella triangularis
- Ramanella variegata